# Future hopes
Future hopes is een studioalbum van White Willow. Het was het eerste album na een stilte van zes jaar. Het album is grotendeels opgenomen in de The Dude Ranch-geluidsstudio in Oslo.  Aanvullende opnamen vonden plaats in de thuisstudios LFF (van Lars Fredrik Frøislie), Roth Händle (Mattias Olsson) en Eusonia (New York van Scott Jacoby). Het hoesontwerp voor dit album is afkomstig van Roger Dean. Holm-Lupo en Venke Knutson werkten eerder samen bij Ardor (The Opium Cartel) van The Opium Cartel.

## Musici
- Venke Knutson – zang (1, 2, 3, 5, 6)
- Jacob Holm-Lupo – gitaar, toetsinstrumenten en achtergrondzang (1, 2, 3, 4, 5, 6)
- Mattias Olsson – slagwerk, percussie,  geluidseffecten (1, 3, 4, 5, 6)
- Lars Fredrik Frøislie – toetsinstrumenten (3, 5, 6, 7)
- Ketil Vestrum Einarsen – blaasinstrumenten, EWI (1, 2, 3, 5)
- Ellen Andrea Wang – basgitaar (1, 3, 5)
- Hedvig Mollestad – gitaar (3, 5)
- David Krakauer – klarinet (6)
- Ole Øvstedal – gitaar (4)
- Kjersti Løken – trompet (1)

## Muziek
| Nr. | Titel                                                            | Duur  |
| --- | ---------------------------------------------------------------- | ----- |
| 1.  | Future hopes (Holm-Lupo)                                         | 4:30  |
| 2.  | Silver and gold (Holm-Lupo)                                      | 4:04  |
| 3.  | In dim days (Holm-Lupo)                                          | 11:07 |
| 4.  | Where there was sea there is abyss (Holm-Lupo, Øvstedal, Olsson) | 1:50  |
| 5.  | A scarred view (Holm-Lupo)                                       | 18:16 |
| 6.  | Animal magnetism (Schenker, Meine, Rarebell)                     | 7:15  |
| 7.  | Damnation valley (Frøislie)                                      | 3:16  |

Animal magnetism is een cover van Scorpions.